# تشارلي بالز
تشارلي بالز (بالإنجليزية: Charlie Bales)‏ (22 أكتوبر 1991 في الولايات المتحدة - ) هو لاعب كرة قدم أمريكي في مركز الدفاع. لعب مع تشارلوت إندبنتنس وCedar Rapids Rampage ‏ ودي موين  مانس ‏.